# Homola dickinsoni
Homola dickinsoni is een krabbensoort uit de familie van de Homolidae. De wetenschappelijke naam van de soort is voor het eerst geldig gepubliceerd in 1980 door Eldredge.